# Вертью, Джордж
Джордж Вертью, Джордж Верту (англ. George Vertue; 1684, Лондон — 24 июля 1756, Лондон) — английский рисовальщик, гравёр и антиквар, записные книжки которого о британском искусстве первой половины XVIII века являются ценным источником информации о том времени.

## Биография
Джордж Вертью родился в 1684 году в Сент-Мартин-ин-зе-Филдс («Святой Мартин в полях»), районе Лондона. Его отец (возможно, портной) и мать были католиками. В тринадцать лет Джордж поступил в ученики к гравёру французского происхождения, который позже вернулся во Францию. Семь лет Вертью проработал под руководством нидерландского рисовальщика и гравёра Михаэля Вандергухта, прежде чем начать трудиться самостоятельно. Он был одним из первых членов художественной школы, организованной в 1711 году Готфридом Кнеллером, — «Академии живописи и рисунка Кнеллера» (Kneller Academy of Painting and Drawing) на Грейт-Квин-стрит в Лондоне. Джорджа Вертью наняли для гравирования портретов. Именно там он стал учеником Томаса Гибсона, ведущего живописца-портретиста.
Джордж Вертью интересовался историей искусства и антикварным делом, и большая значительная часть его жизни была посвящена этому предмету. С 1713 года он занимался исследованием биографий деятелей британского искусства, накопив около сорока томов записных книжек. Он был членом «Клуба Розы и Короны» вместе с Уильямом Хогартом, Питером Тиллемансом и другими художниками и ценителями и вёл дневниковые записи. Его путешествия по Англии с такими энтузиастами, как Эдуард Харли, 2-й граф граф Оксфорд, лорд Колрейн и другими, подробно описаны и сопровождены рисунками Вертью. В 1717 году он был назначен официальным гравёром Лондонского общества антикваров и стал единственным художником из членов Общества.
Большинство иллюстраций антикварного альманаха «Древние памятники» (Vetusta Monumenta) являются работами Джорджа Вертью. После смерти графа Оксфорда в 1741 году Вертью работал под покровительством герцогини Портлендской. Герцог Норфолк заказал художнику гравюры по оригиналам картин Антониса Ван Дейка.
Портрет самого Вертью в 1715 году написал Гибсон, его вдова подарила его Обществу антикваров; Вертью сделал гравюру с этим изображением. Более поздняя картина Джонатана Ричардсона, изображающая художника в возрасте около пятидесяти лет, была приобретена Национальной портретной галереей, а гравюра с неё Томаса Чемберса была сделана для «Анекдотов» Уолпола.
Вертью скончался в Лондоне 24 июля 1756 года и был похоронен в Вестминстерском аббатстве. Брат Вертью Джеймс (ум. 1765) был художником из Бата, который создал награвированный им внутренний вид аббатства. Второй из трёх его братьев, Питер, был учителем танцев в Челмсфорде.

## Творчество
Вертью приписывают около пятисот портретов, столько же опубликованных гравюр было посвящено лондонским антиквариям и их деятельности. Многие портреты были напечатаны в качестве фронтисписов изданий, большинство из них считаются документально точными изображениями, а многие не лишены художественной ценности.
Помимо портретов, которые были использованы, в частности, для литографий и изображений на фарфоровых тарелках, Джордж Вертью проиллюстрировал «Историю Англии» Рэпина, издание 1736 года. Он создал офорты для издания Томаса Берча «Головы выдающихся личностей» (Heads of Illustrious Persons). Будучи официальным гравёром Общества антикваров, Джордж Вертью создал множество гравюр для естественнонаучных изданий.
В 1740 году он выполнил серию из девяти исторических гравюр, иллюстрирующих события периода Тюдоров, в том числе «Визит королевы Елизаветы в Блэкфрайарс» (ошибочно названный «Шествие к Хансдон-хаусу»); «Генрих VII и его королева», «Генрих VIII и Джейн Сеймур», «Кенотаф лорда Дарнли» и «Эдвард VI предоставляет хартию госпиталю Брайдуэлл». Эти гравюры были приобретены Обществом антикваров и переизданы в 1776 году.

## Галерея

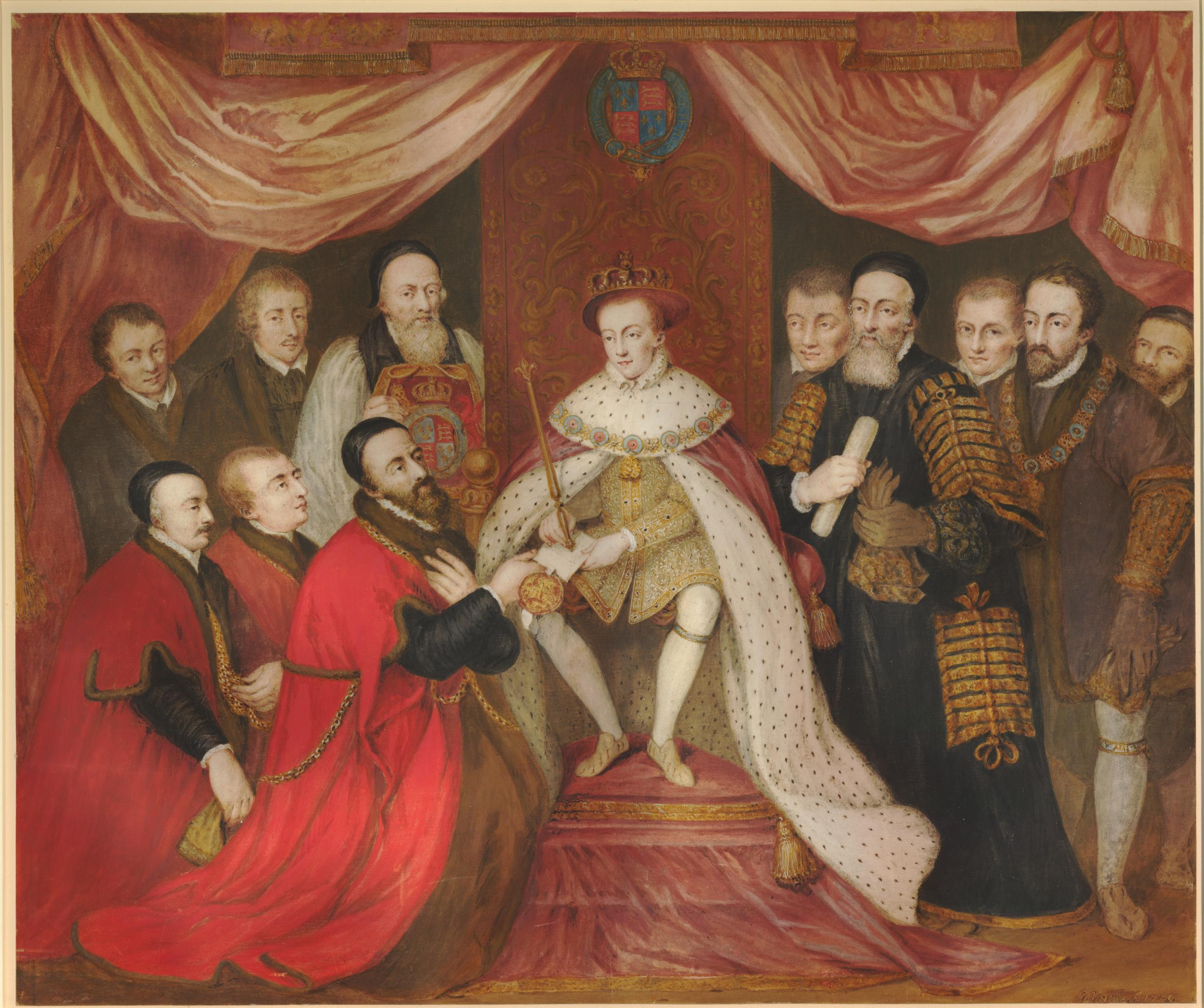
Король Эдуард VI вручает Королевскую хартию госпиталя Брайдуэлл лорду-мэру, сэру Джорджу Барнсу в 1553 году. 1750. Пергамент, акварель. Британский музей, Лондон
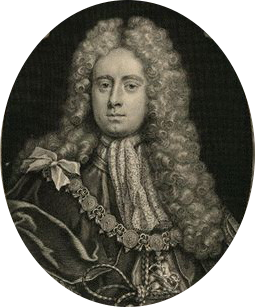
Портрет Генри Сомерсета, 2-го герцога Бофорта. По оригиналу М. Даля. 1714. Офорт. Национальная портретная галерея, Лондон
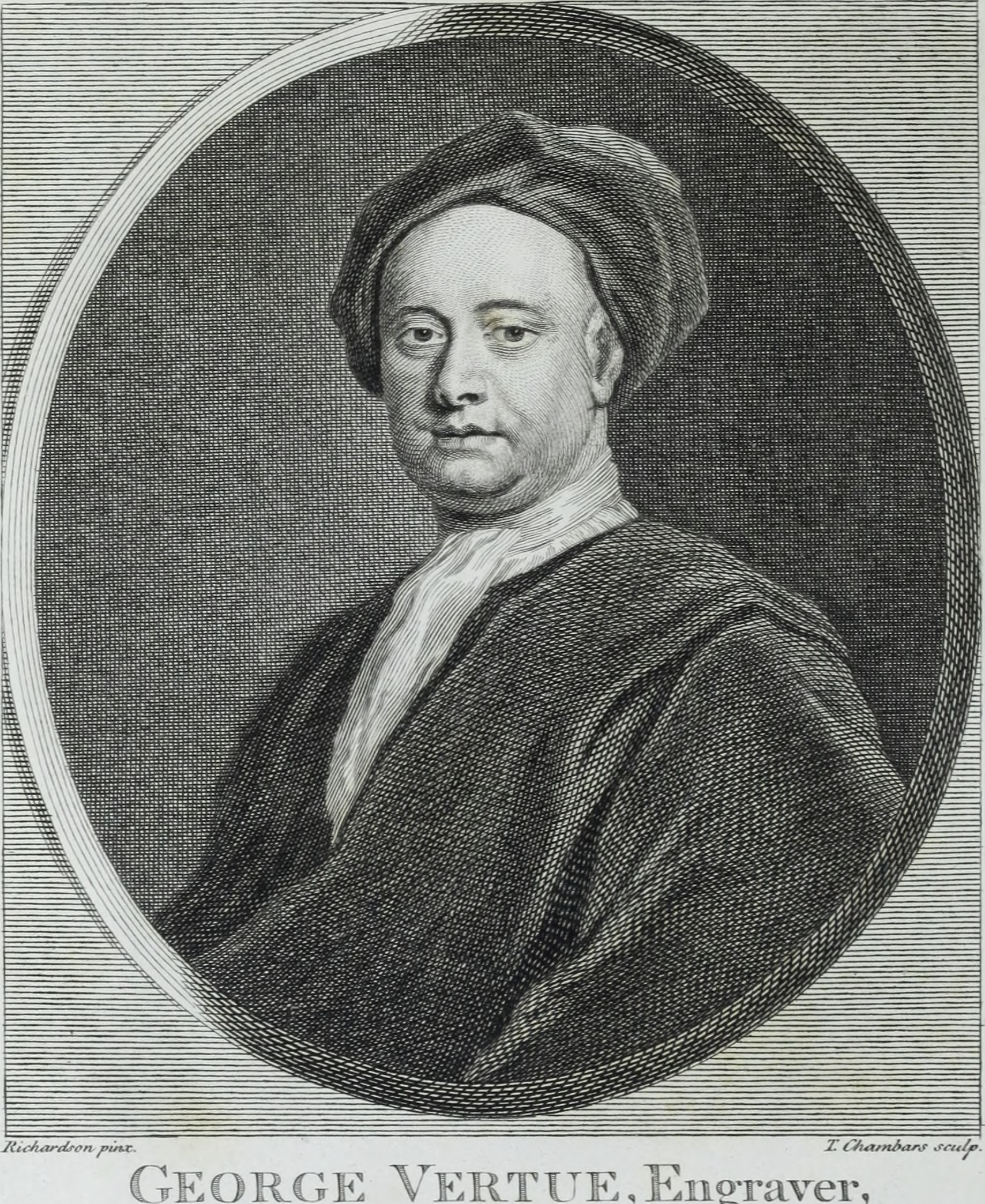
Автопортрет художника. По оригиналу Дж. Ричардсона. Фронтиспис издания «Рассказы о художниках, проживавших или родившихся в Англии, с критическими замечаниями по поводу их произведений. 1808. Офорт
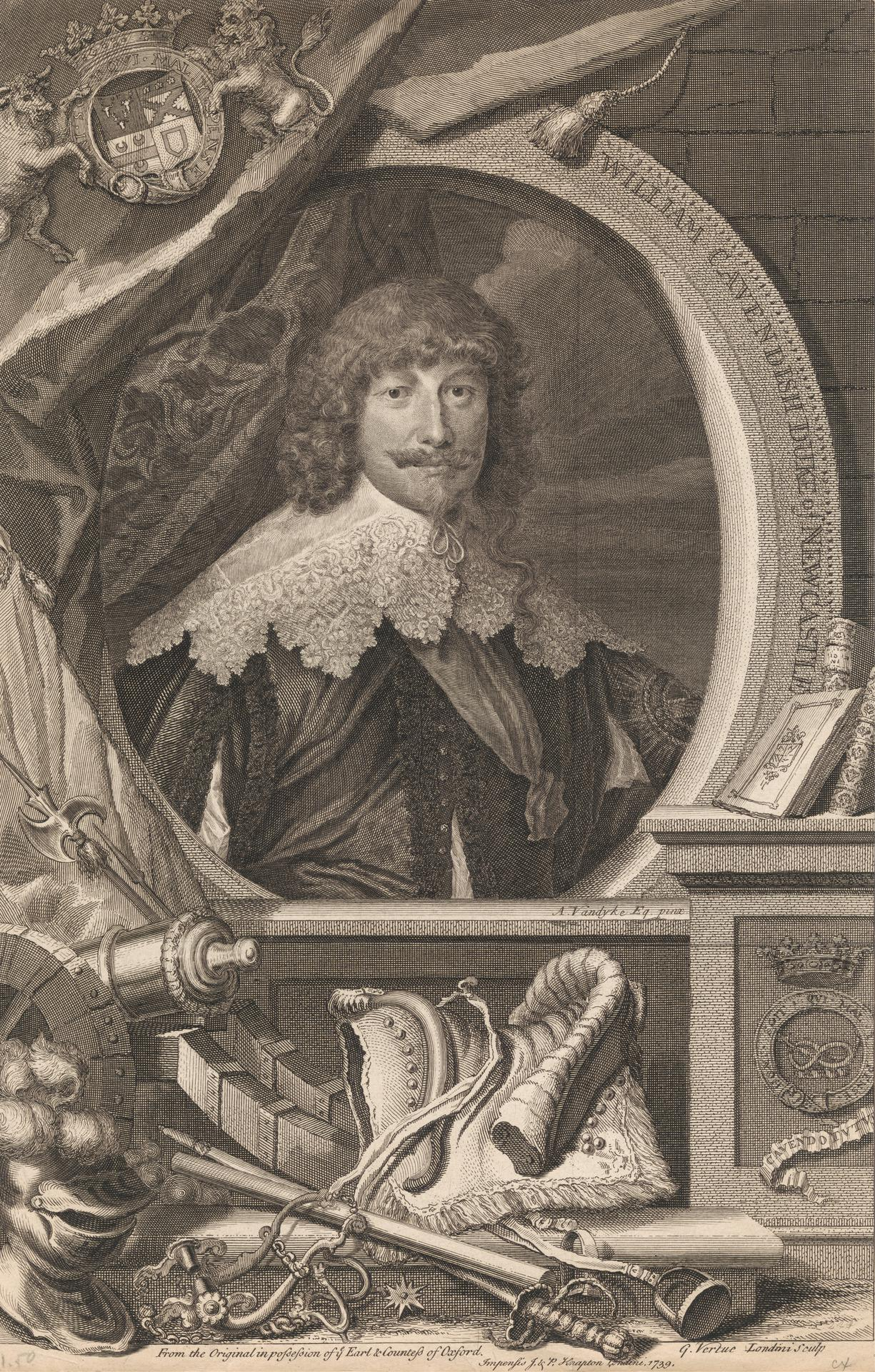
Уильям Кавендиш, герцог Ньюкасла. 1739. Офорт. Йельский центр британского искусства, Нью-Хейвен, Коннектикут, США
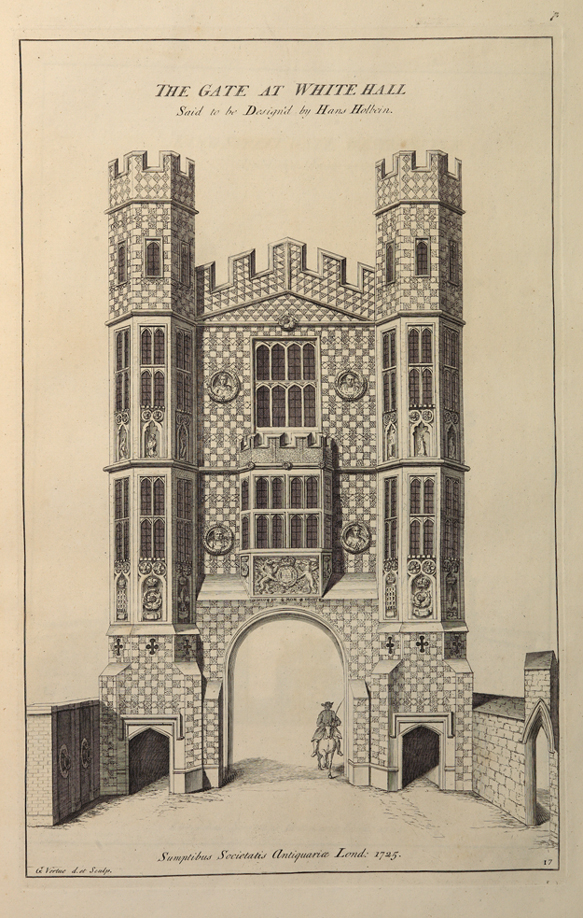
Ворота Уайтхолла. Офорт издания «Vetusta monumenta», Vol.1. 1826
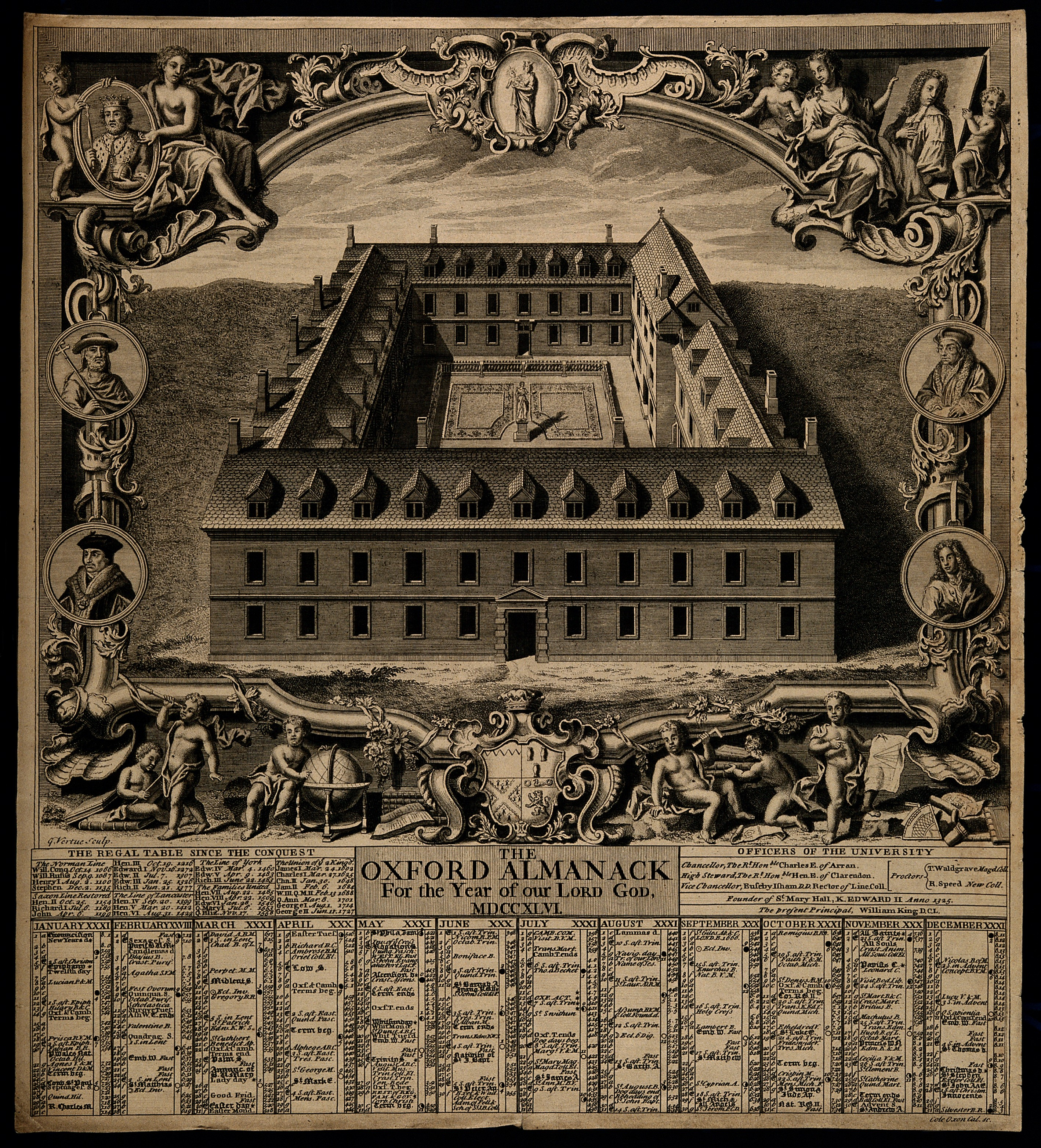
Квадрант Оксфордского университета. 1746. Офорт, Собрание университета, Оксфорд
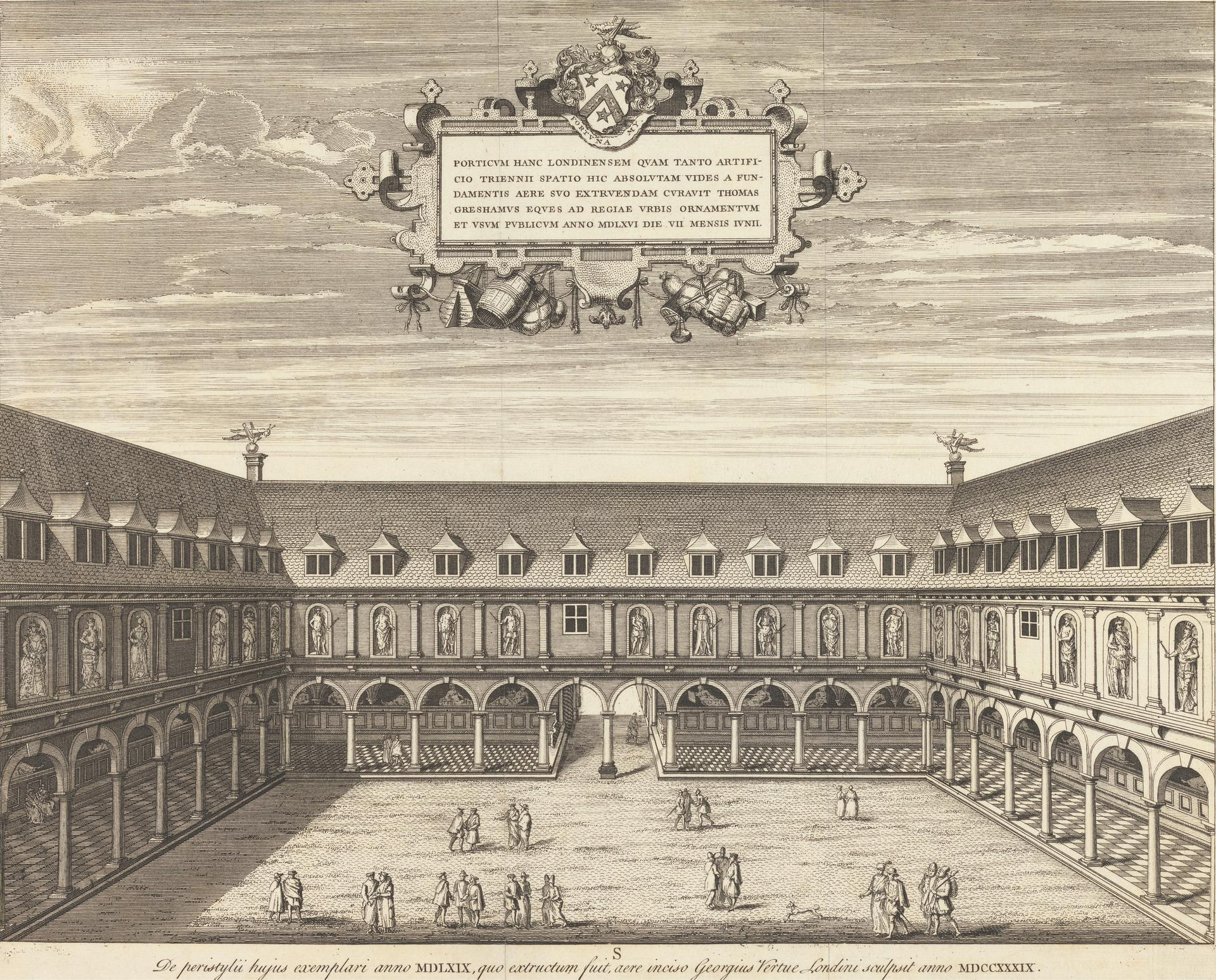
Вид двора Королевской биржи. 1739. Офорт. Йельский центр британского искусства, Нью-Хейвен, Коннектикут, США

## Сочинения
- Рукопись «Рассказы о живописцах и живописи английских художников, с примечаниями об изящных искусствах»;
- Издание «A description of the works of the ingenious delineator and engraver Wenceslaus Hollar, disposed into classes of different sorts; with some account of his life». 1752; ;

Хорас Уолпол приобрёл записки Вертью после его смерти. Они были использованы в изданиях:
- A catalogue of engravers : who have been born, or resided in England (1764, Лондон);
- Anecdotes of Painting in England: With Some Account of the Principal Artists; and Incidental Notes On Other Arts (1762, 1764 и 1767);
- Medals, coins, great-seals, impressions, from the elaborate works of Thomas Simon.